# Year Zero (Nine Inch Nails)
Year Zero (anche noto come Halo 24) è il quinto album dei Nine Inch Nails, uscito in Europa il 16 aprile 2007.

## Descrizione
Il sound di Year Zero segna un taglio netto dal discusso With Teeth. La forma canzone viene perlopiù abbandonata, lasciando il posto a sonorità stridenti, d'accordo con il tema del disco. Reznor ci porta in un "futuro" in cui tutto sembra essere distrutto, rovinato. Suoni industriali, nel senso più puro del termine, caratterizzano i brani; riappaiono tracce di quello che fu la massima espressione dei Nine Inch Nails, The Downward Spiral. La passione per il sociale si riversa sui testi, che mai come ora erano stati così esplicitamente impegnati. La storia di un ipotetico futuro dove gli Stati Uniti, unica iperpotenza mondiale, dominano un mondo di Orwelliana memoria e controllano le menti delle masse popolari con sostanze psicotrope. Quest'album non ambisce però ad essere un capolavoro, e molto probabilmente non lo è. Ma è importante, perché rappresenta il pensiero di un artista in continua evoluzione; rappresenta l'importanza di internet come strumento di propaganda (anche se c'è chi, più maliziosamente, la abbassa a semplice marketing). Il fatto di aver lasciato che il disco potesse essere ascoltato nella sua interezza giorni prima dell'uscita nei negozi è un punto fondamentale di questo impegno. La condivisione della musica è un esempio che si spera molti altri artisti seguiranno. L'inizio della fine è adesso, sembra sussurrarci Reznor attraverso le sue canzoni, che difficilmente (a parte quelle più "catchy") si potranno apprezzare a pieno dal primo ascolto. Il suono è molto complesso, e sotto l'apparente caos post-disastro si nascondono melodie, esattamente come all'interno delle canzoni stesse si celano messaggi.

## Promozione
Il 12 febbraio 2007 dei fan dei Nine Inch Nails hanno notato che una nuova T-Shirt del merchandise ufficiale della band conteniene delle lettere evidenziate che formano la frase "I am trying to believe" (che si ritroverà poi nella canzone The Good Soldier). A breve si è venuti a conoscenza di iamtryingtobelieve.com, un sito con una grafica che rimanda a quella del sito ufficiale dei Nine Inch Nails. Successivamente sono stati scoperti altri siti sparsi sulla rete, tutti con una grafica analoga al sito ufficiale dei NIN, e che hanno in comune delle improbabili descrizioni di un prossimo distopico futuro. Secondo questi siti alcuni degli avvenimenti che raccontano sono avvenuti nell'anno "0000".

### Le chiavi USB
Il 14 febbraio 2007 in un concerto dei Nine Inch Nails a Lisbona in uno dei bagni del locale è stata trovata una chiave USB contenente il file MP3 di "My Violent Heart", una delle tracce del prossimo album. Un'altra chiavetta con questa canzone è stata ritrovata allo stesso modo in un concerto a Madrid nei giorni successivi.
Il 19 febbraio è stata trovata un'altra chiavetta a Barcellona, questa volta contenente la traccia "Me, I'm Not".
Di nuovo, il 25 febbraio a Manchester, è stata trovata una terza chiave USB con all'interno "In This Twilight" e una immagine in cui si vedono le lettere giganti che compongono la scritta "Hollywood" distrutte. Si tratta di un rimando ad un nuovo sito creato per la commercializzazione dell'album, Hollywood In Memoriam.
L'ultimo episodio risale alla notte del 7 marzo 2007, quando in occasione del primo concerto dei Nine Inch Nails a Londra sono state ritrovate più chiavette USB contenenti il video di Survivalism.

### Lo streaming dell'album
Il 4 aprile 2007 sul sito dedicato al nuovo album  sono state messe a disposizione in streaming tutte le tracce di Year Zero. Molti affermano che questa sia stata una mossa di Trent Reznor per scoraggiare la diffusione anticipata del nuovo album tramite le vari reti peer-to-peer. Nonostante ciò, nella stessa giornata è apparso sulla rete BitTorrent una versione promo di Year Zero, molto probabilmente derivata dallo stesso streaming del sito ufficiale dell'album, data l'alta qualità delle tracce messe a disposizione sul sito ufficiale.

### CD Low-Tech Artwork
Year Zero viene commercializzato su un supporto sensibile al calore che modifica le sembianze della stampa frontale del cd. In condizioni di non utilizzo è nera o marrone senza diciture tranne il titolo mentre il surriscaldamento dovuto alla rotazione durante l'ascolto porta alla sparizione del titolo e alla comparsa di linee, di blocchi, delle informative sui diritti d'autore e di una serie di zero e uno su sfondo bianco. La conversione decimale della sequenza binaria è l'URL esistente exterminal.net Archiviato il 14 gennaio 2013 in Internet Archive..
Sono in circolazione copie dell'album prive di questa caratteristica che hanno la sola stampa su sfondo bianco ma non si sa ancora se sono copie pirata o difetti di fabbrica.

### United States Bureau of Morality
Come sigillo dell'operazione dada intrapresa con questo album, sul retro di copertina tra le informative sui diritti dell'autore e i moniti contro la pirateria c'è un bollino di allerta da parte dell'Ufficio Moralizzatore degli Stati Uniti (United States Bureau of Morality - USBM) che in realtà non esiste e che recita:

USBM WARNING:
Consuming or spreading this material may be deemed subversive by the United States Bureau Of Morality. If you or someone you know has engaged in subversive acts or thoughts, call:
1-866-445-6580
BE A PATRIOT - BE AN INFORMER!

ovvero:

AVVISO USBM:
L'ascolto e la diffusione di questo materiale può essere giudicato sovversivo dall'Ufficio Moralizzatore degli Stati Uniti. Se tu o un tuo conoscente siete stati reclutati per azioni o con intenzioni sovversive, chiama il
1-866-445-6580
AGISCI DA PATRIOTA - FAI LA SPIA!

Al numero risponde una voce pre-registrata di donna che avvisa di essere stati implicitamente indagati per il reato di detenere materiale anti-Americano e di essere stati segnalati come potenziali militanti.

## Tracce
1. Hyperpower! – 1:42
2. The Beginning of the End – 2:47
3. Survivalism – 4:24
4. The Good Soldier – 3:23
5. Vessel – 4:53
6. Me, I'm Not – 4:52
7. Capital G – 3:50
8. My Violent Heart – 4:14
9. The Warning – 3:39
10. God Given – 3:51
11. Meet Your Master – 4:09
12. The Greater Good – 4:52
13. The Great Destroyer – 3:17
14. Another Version of the Truth – 4:09
15. In This Twilight – 3:34
16. Zero-Sum – 6:15